# 22596 Кетволлес
22596 Кетволлес (22596 Kathwallace) — астероїд головного поясу, відкритий 23 квітня 1998 року.
Тіссеранів параметр щодо Юпітера — 3,487.